# 2015 en Océanie
Chronologie de l’Océanie
- 2011
- 2012
- 2013
- 2014
- 2015
- 2016
- 2017
- 2018
- 2019

Cet article concerne les événements thématiques qui se sont produits durant l'année 2015 en Océanie.

## Politique

### Élections

Ce drapeau à la fougère argentée, conçu par Kyle Lockwood, est choisi par les Néo-Zélandais en novembre et décembre comme potentiel nouveau drapeau national. Un second référendum en mars 2016 le départagera du drapeau actuel.

- 3 mars : élections législatives aux États fédérés de Micronésie. Les députés élisent ensuite Peter Christian à la présidence de la République. Un référendum sur l'indépendance de l'État de Chuuk devait avoir lieu simultanément, mais est reporté par le gouverneur[1].
- 31 mars : élections législatives aux Tuvalu. Initialement prévues le 19 mars, elles sont reportées en raison des dégâts engendrés par le cyclone Pam. Le Premier ministre Enele Sopoaga conserve la direction du gouvernement, avec une majorité absolue et accrue des sièges.
- 11 au 25 mai : élections législatives et présidentielle dans la province autonome de Bougainville (en Papouasie-Nouvelle-Guinée). Le parlement issu de ces élections doit décider de la date du référendum sur l'indépendance de la province[2]. John Momis est réélu à la présidence de la province[3].
- 16 novembre : élections législatives aux îles Marshall. Les résultats sont un revers pour le gouvernement du président Christopher Loeak ; la moitié des ministres perdent leur siège de député. Un nouveau gouvernement sera formé en janvier 2016[4].
- 20 novembre au 11 décembre : référendum sur le drapeau national en Nouvelle-Zélande (par voie postale). Les citoyens choisissent un drapeau à la fougère argentée et à la Croix du sud. En mars 2016, ils voteront à nouveau pour choisir entre ce nouveau drapeau et le drapeau existant.

à venir :

- 30 décembre : premier tour des élections législatives aux Kiribati.

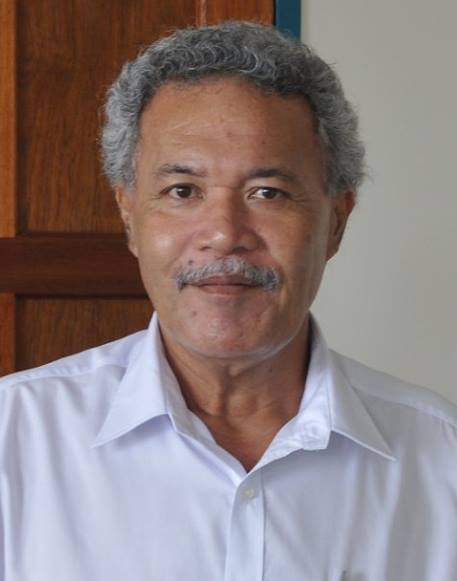
Enele Sopoaga est réélu Premier ministre des Tuvalu à la suite des législatives du 31 mars.

### Événements

#### Politique intérieure

##### Premier trimestre
- 10 février : Les Fidji abolissent pleinement la peine de mort. Dans les faits, elle n'avait jamais été utilisée depuis l'indépendance du pays en 1970 ; la dernière exécution remonte aux années 1960. Elle avait été abolie en 1967 pour tous les crimes sauf la trahison et la piraterie, et sauf à l'intérieur des forces armées. En 2002 elle avait été pleinement abolie pour les civils. En 2015 elle est ainsi également abolie pour les membres des forces armées[5],[6].
- 24 février : Le ministre du Tourisme, de la Culture et des Arts de Papouasie-Nouvelle-Guinée, Boka Kondra, est suspendu de ses fonctions pour fautes professionnelles[7].
- 4 mars : À Nauru, cent-quatre-vingt-trois réfugiés politiques relogés sur l'île sont arrêtés lors d'une manifestation où ils protestaient contre des violences subies de la part de Nauruans. Demandeurs d'asile en Australie, ils avaient été expédiés dans un centre de détention à Nauru, puis relâchés et autorisés à s'installer provisoirement à Nauru, ayant été reconnus comme réfugiés[8].

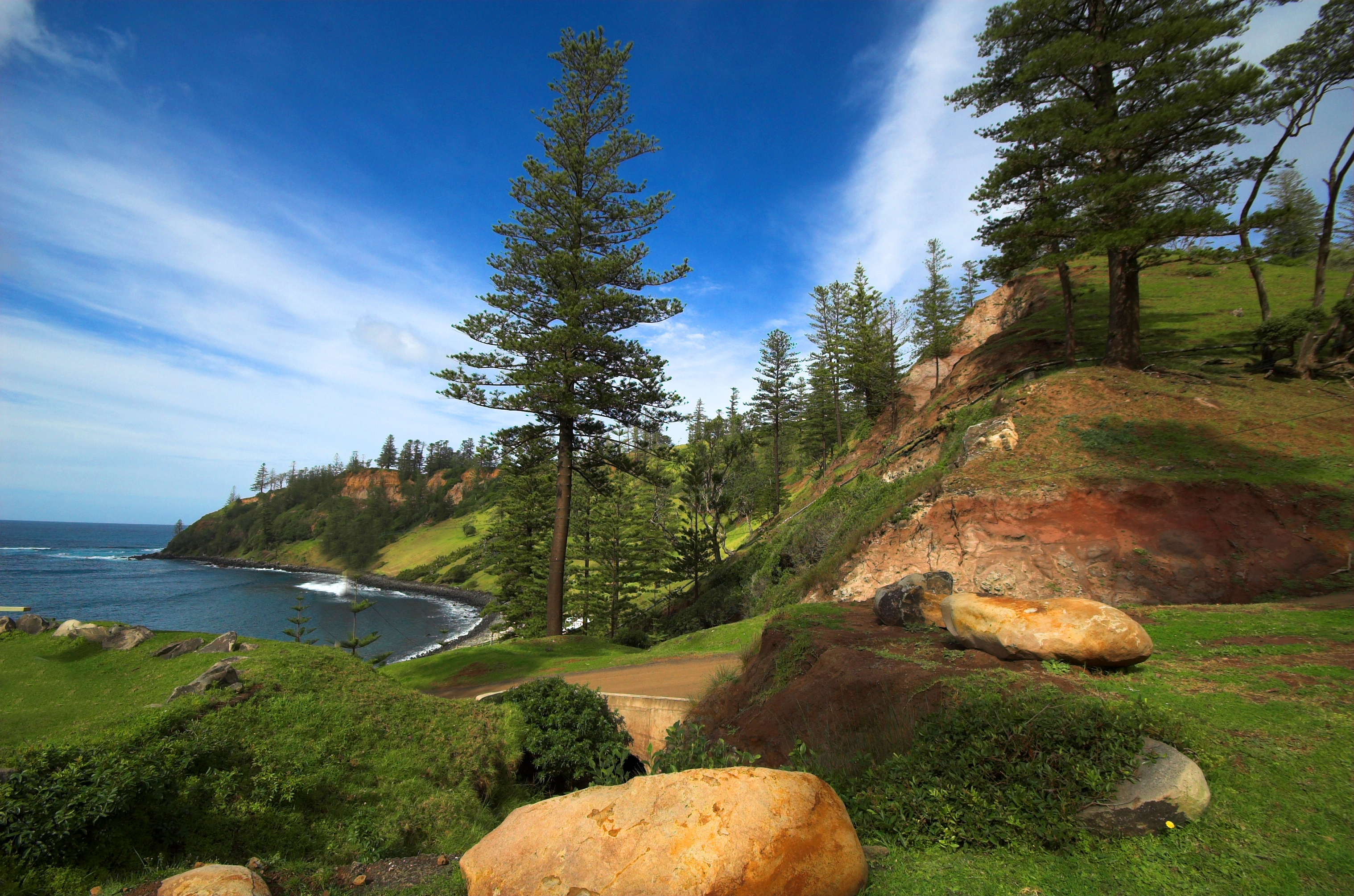
L'île Norfolk, qui perd son autonomie politique vis-à-vis de l'Australie au mois de mai.

##### Deuxième trimestre
- 12 mai : L'île Norfolk, le seul territoire australien d'outre-mer habité, perd son autonomie politique à la suite d'un vote du Parlement fédéral australien. L'assemblée législative et le gouvernement autonome de l'île sont abrogés[9].
- 15 mai : L'île Pitcairn, territoire britannique d'outre-mer, légalise le mariage pour les couples de même sexe[10].
- 5 juin : La Cour de district de Guam, en accord avec la jurisprudence de la Cour d'appel des États-Unis pour le neuvième circuit, statue que le mariage homosexuel est légal à Guam. L'affaire avait été portée par un couple de femmes qui s'étaient vu refuser le droit de se marier. La décision de la cour prend effet le 9 juin. Guam, territoire non incorporé des États-Unis, est le premier territoire d'outre-mer américain à légaliser le mariage pour couples de même sexe, faisant suite à trente-six États des États-Unis ainsi qu'à Washington (district de Columbia). C'est le sixième pays ou territoire en Océanie à le légaliser, après la Nouvelle-Zélande, Pitcairn et les territoires ou pays sous souveraineté française[11],[12].
- 8 juin : L'Australian Broadcasting Corporation (ABC) révèle que l'actuel Président de Nauru, Baron Waqa, son ministre de la Justice David Adeang et plusieurs autres députés les soutenant auraient reçu entre eux plusieurs centaines de milliers de dollars australiens en pots-de-vin de la part de la compagnie australienne de commerce de phosphate Getax en 2009 et en 2010, alors qu'ils étaient députés d'opposition. Ces sommes étaient destinées à les aider dans leur conquête du pouvoir, afin qu'ils mettent en œuvre des politiques favorables à Getax. Dans un courriel consulté par la ABC, Adeang promet d'œuvrer pour que Getax obtienne le plein contrôle sur les réserves de phosphate de Nauru, qui était alors considérées comme un bien public[13]. Le 8 juin, la ABC diffuse un reportage avançant des preuves de corruption à l'encontre de Waqa et d'Adeang ; la police fédérale australienne ouvre une enquête à l'encontre de la compagnie Getax[14].
- 16 juin : Plus de trois cents personnes manifestent à Nauru pour demander la levée de la suspension des cinq députés d'opposition, interdits d'entrée au Parlement depuis plus d'un an pour avoir critiqué le gouvernement. Le gouvernement décrit la manifestation comme une émeute, affirmant que les manifestants ont brisé des vitres du Parlement et blessé dix policiers en leur jetant des pierres. Le député d'opposition Mathew Batsiua est arrêté et placé en détention pour être entré dans l'enceinte du Parlement[15]. Le député d'opposition Roland Kun, installé en Nouvelle-Zélande avec sa famille depuis sa suspension du Parlement, est présent à Nauru au moment de la manifestation mais n'y participe pas. Le lendemain néanmoins,  alors qu'il s'apprête à s'envoler vers la Nouvelle-Zélande pour rejoindre sa famille, le gouvernement Waqa révoque son passeport, lui interdisant de quitter Nauru. Les autorités lui reprochent un entretien qu'il a accordé aux médias australiens une semaine plus tôt[16]. Le 19 juin, les députés d'opposition Squire Jeremiah et Sprent Dabwido sont arrêtés à leur tour pour avoir participé à la manifestation[17]. Fin juin, le gouvernement néo-zélandais, l'Union européenne et l'Union inter-parlementaire s'inquiètent publiquement de ces développements. Ils appellent le gouvernement nauruan à respecter la liberté d'expression, le droit des citoyens de s'informer, le droit de l'opposition parlementaire de fonctionner, ainsi que les normes internationales de droits de l'homme[18]. Le 2 juillet la Chambre des représentants de Nouvelle-Zélande adopte à l'unanimité une motion introduite par le député vert Kennedy Graham exprimant leur « inquiétude » au sujet des actions du gouvernement nauruan : « soupçon d'interférence envers le pouvoir judiciaire, la suspension des députés d'opposition, l'annulation des passeports de députés d'opposition, et l'abrogation de droits civils et politiques »[19].
- 27 juin : Début des onze jours de célébration pour le couronnement du roi des Tonga, Tupou VI[20]. Roi depuis 2012, il est couronné le 4 juillet, et investi ainsi également du titre de Tuʻi Kanokupolu. Le prince héritier du Japon Naruhito et le prince Georges de Habsbourg-Lorraine d'Autriche assistent à la cérémonie, de même que les Gouverneurs-généraux d'Australie et de Nouvelle-Zélande, Sir Peter Cosgrove et Sir Jerry Mateparae[21],[22].

##### Troisième trimestre
- 1er juillet : Le roi Tupou VI et son Conseil privé interdisent la signature de la Convention sur l'élimination de toutes les formes de discrimination à l'égard des femmes par le gouvernement du Premier ministre ʻAkilisi Pohiva, estimant qu'elle pourrait être anticonstitutionnelle[23]. Pohiva annonce son intention de consulter le peuple par référendum[24].
- 3 juillet : Jeoffrey Vaki, ancien chef de la police de Papouasie-Nouvelle-Guinée, est condamné à trois ans de prison ferme et de travaux forcés pour avoir refusé, en juin 2014, d'exécuter un mandat d'arrêt à l'encontre du Premier ministre Peter O'Neill pour détournement de fonds publics[25].
- 2 août : Bronwyn Bishop, présidente de la Chambre des représentants d'Australie, démissionne, sous pression pour avoir abusivement utilisé de l'argent public à des fins personnelles à plusieurs reprises[26].
- 15 août à fin août : Une soixantaine de personnes sont arrêtées pour sédition aux Fidji, accusées de s'être constituées en groupes armés proclamant la sécession de deux « États chrétiens souverains », à Ra et à Nadroga dans l'ouest du pays. Les séparatistes rejettent la Constitution laïque adoptée en 2013, et affirment que « les musulmans » influencent le gouvernement via le ministre de la Justice Aiyaz Sayed-Khaiyum[27],[28].
- 20 août : La Cour suprême du Vanuatu ordonne au ministre des Affaires étrangères, Serge Vohor, de ne pas quitter le pays, en raison des soupçons de corruption qui pèsent sur lui. Il est ainsi contraint d'annuler sa participation à la conférence du Forum des îles du Pacifique[29].
- 2 septembre : Le ministre des Finances du Vanuatu, Willie Jimmy, plaide coupable aux accusations de corruption à son encontre. Les dix-sept autres députés de la majorité parlementaire accusés à ses côtés, dont cinq autres ministres du gouvernement, plaident non coupable[30].
- 14 septembre : En Australie, les députés du Parti libéral votent pour remplacer leur chef, Tony Abbott, par Malcolm Turnbull[31]. En tant que chef du principal parti au Parlement, Turnbull devient Premier ministre le lendemain[32].

##### Quatrième trimestre
- 9 octobre : Le vice-premier ministre du Vanuatu, Moana Carcasses Kalosil, et treize autres députés de la majorité parlementaire sont reconnus coupables de corruption. Un quinzième député, Robert Bohn, est acquitté[33]. Parmi les députés reconnus coupables se trouvent également le ministre des Affaires étrangères Serge Vohor, le ministre des Services publics Tony Nari, le ministre des Terres Paul Telukluk, le ministre du Changement climatique Thomas Laken, le ministre de la Jeunesse et des sports Tony Wright, et le président du Parlement Marcellino Pipite. Pipite, exerçant la présidence de la République pendant que le président Baldwin Lonsdale est à l'étranger, se gracie immédiatement lui-même, ainsi que ses treize collègues ; seul le ministre des Finances Willie Jimmy, le seul à avoir plaidé coupable et dont le procès s'était donc achevé avant les autres, n'est pas gracié[34]. De retour au Vanuatu quelques heures plus tard, le président Lonsdale réagit avec colère, s'interroge publiquement sur la légalité de l'acte de Pipite, et promet de « nettoyer » la situation pour lutter contre la corruption et s'assurer que personne ne soit au-dessus des lois[35]. Le 16 octobre, alors que Kilman conserve le silence, Lonsdale annule la grâce accordée aux quatorze députés, pour motif constitutionnel (le droit de grâce ne porte que sur l'application d'une peine, et non sur une condamnation en soi)[36]. Les ministres Paul Telukluk, Tony Nari, Thomas Laken et Tony Wright, ainsi que Marcellino Pipite et six députés d'arrière-ban sont immédiatement arrêtés pour conspiration à pervertir le cours de la justice (pour avoir orchestré cet usage illégal du droit de grâce). Les ministres arrêtés sont limogés par Kilman[37]. Le 22 octobre, Moana Carcasses est condamné à quatre ans de prison ferme pour corruption. Serge Vohor, Marcellino Pipite et les autres ministres et députés reconnus coupables sont condamnés à trois ans de prison ferme, sauf Willie Jimmy, condamné à vingt mois de prison avec sursis[38].
- 24 novembre : À la suite de la confirmation en appel de la condamnation de quatorze députés de la majorité (laissant leurs sièges vacants), et après le refus du Premier ministre Sato Kilman de former un gouvernement d'unité nationale avec les députés d'opposition, le président de la République de Vanuatu, Baldwin Lonsdale, dissout le Parlement[39]. Des élections anticipées devraient avoir lieu en janvier 2016.
- 22 décembre : Le ministre de la Santé nauruan, Valdon Dowiyogo, est inculpé pour homicide involontaire après avoir heurté une moto avec sa voiture de fonction, tuant une personne et blessant grièvement une autre[40].
- 29 décembre : Les ministres australiens Jamie Briggs (Infrastructure et Développement régional) et Mal Brough (secrétaire d'État aux Matériels de défense et aux Sciences) démissionnent à la suite de scandales distincts[41].

#### Diplomatie et relations internationales
- 5 mars : Le New Zealand Herald révèle que le GCSB, service de renseignement néo-zélandais, espionne systématiquement les télécommunications des États insulaires du Pacifique, États amis, pour le compte de l'alliance Five Eyes et des États-Unis. La Nouvelle-Zélande espionne également les territoires français de Nouvelle-Calédonie et de Polynésie française. Ceci avec l'appui de l'Australie, qui espionne par ailleurs les télécommunications indonésiennes. Ces révélations proviennent du lanceur d'alerte Edward Snowden[42],[43],[44]. Le Premier ministre samoan Tuilaepa Sailele Malielegaoi réagit en indiquant qu'il a toute confiance dans les actions de la Nouvelle-Zélande, qu'il juge légitimes. Le Premier ministre tongien ʻAkilisi Pohiva évoque une « rupture de confiance » et indique qu'il s'en entretiendra avec le haut-commissaire néo-zélandais aux Tonga, mais affirme lui aussi ne pas condamner ces actions[45].
- 29 avril : L'Indonésie exécute deux Australiens pour trafic de drogue. L'Australie, qui avait demandé la clémence et souligné la réhabilitation réussie des deux hommes, rappelle son ambassadeur en signe de protestation[46].
- 11 juin : Au Vanuatu, trois députés de la majorité rejoignent l'opposition, qui démet le gouvernement du Premier ministre Joe Natuman par une motion de censure. Sato Kilman, ministre des Affaires étrangères limogé par Natuman, est choisi par le Parlement pour lui succéder[47].
- 19 juin : L'Union européenne publie une liste d'États et de territoires qualifiés de paradis fiscaux « non-coopératifs », parmi lesquels figurent Nauru, les îles Marshall, le Vanuatu, les îles Cook et Nioué[48].
- 25 juin : Le Groupe Fer de lance mélanésien admet la candidature de l'Indonésie à devenir membre. Il rejette la candidate du Mouvement de libération uni pour la Papouasie-Occidentale (qui souhaite l'indépendance de la Nouvelle-Guinée occidentale vis-à-vis de l'Indonésie), mais admet le Mouvement comme observateur[49].
- 14 septembre : La Royal Australian Air Force opère pour la première fois des frappes aériennes en Syrie contre l'organisation « État islamique », dans le cadre de la coalition internationale. Dans le même temps, l'Australie promet d'accueillir 12 000 réfugiés syriens issus de « minorités persécutées »[50].
- 5 octobre : Signature à Atlanta de l'Accord de partenariat transpacifique, qui réduit les droits de douane et établit des normes commerciales communes entre douze États d'Asie orientale, du Pacifique et des Amériques, dont deux États océaniens (Australie et Nouvelle-Zélande). L'Accord doit encore être ratifié par chaque État signataire[51].
- 8 octobre : Les ministres des Finances de vingt États en développement affectés par le réchauffement climatique se réunissent à Lima au Pérou pour fonder le « V-20 », association d'États vulnérables. Leur objectif est de s'entre-aider à s'adapter aux effets du changement climatique, et à faire campagne ensemble pour obtenir l'aide de la communauté internationale. Parmi eux, trois États océaniens : les Kiribati, les Tuvalu et le Vanuatu[52].
- 30 novembre : Les chefs de gouvernement de douze États océaniens participent à la Conférence de Paris de 2015 sur le climat[53]. Le Premier ministre tongien ʻAkilisi Pohiva étant souffrant, les Tonga sont représentées par leur vice-Premier ministre, Siaosi Sovaleni[54].

### Gouvernements
- Australie
  - reine : Élisabeth II d'Australie

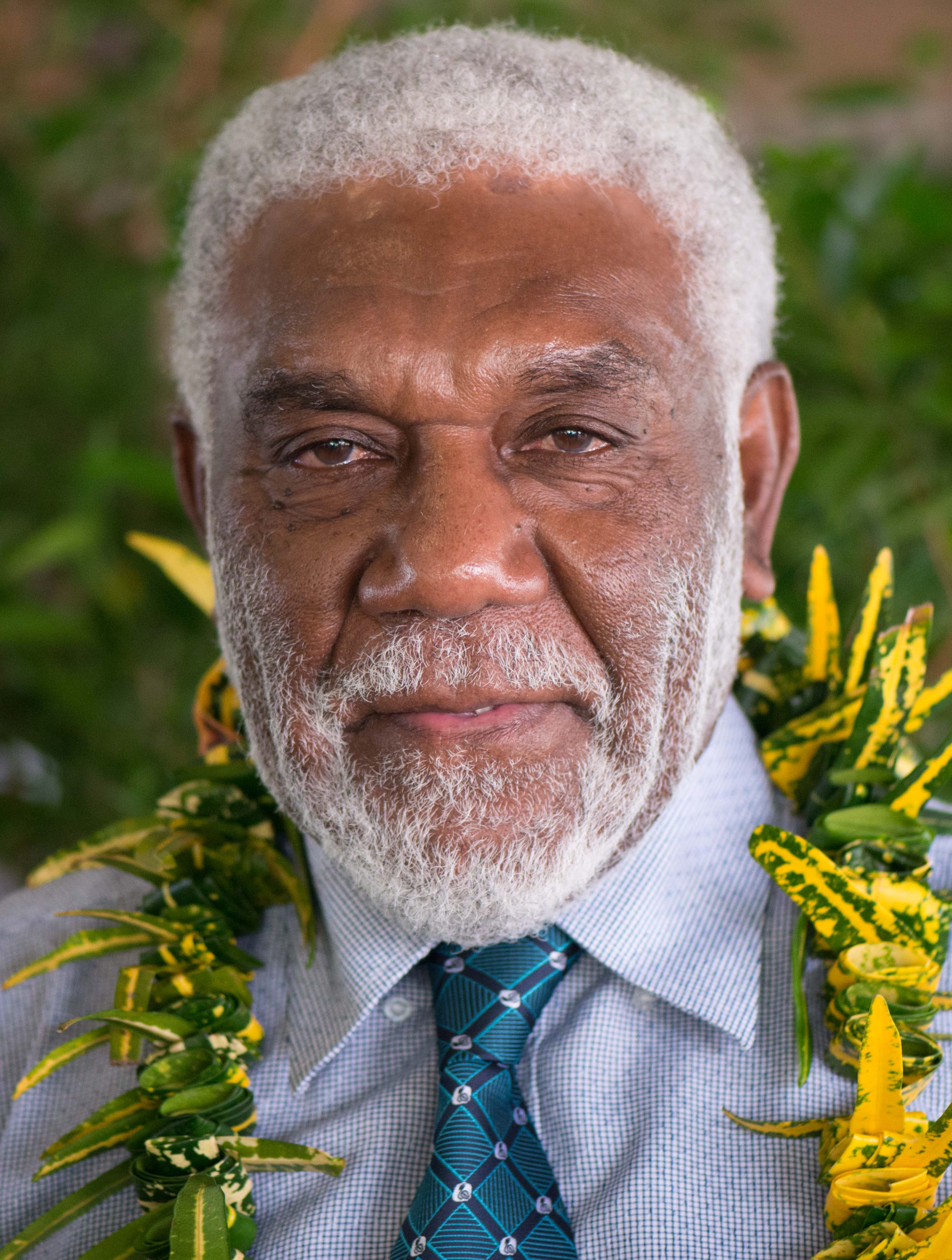
Joe Natuman, Premier ministre du Vanuatu, est destitué par le Parlement le 11 juin.

  - gouverneur-général : Peter Cosgrove
  - premier ministre : Tony Abbott (jusqu'au 15 septembre, puis) Malcolm Turnbull
- Îles Cook

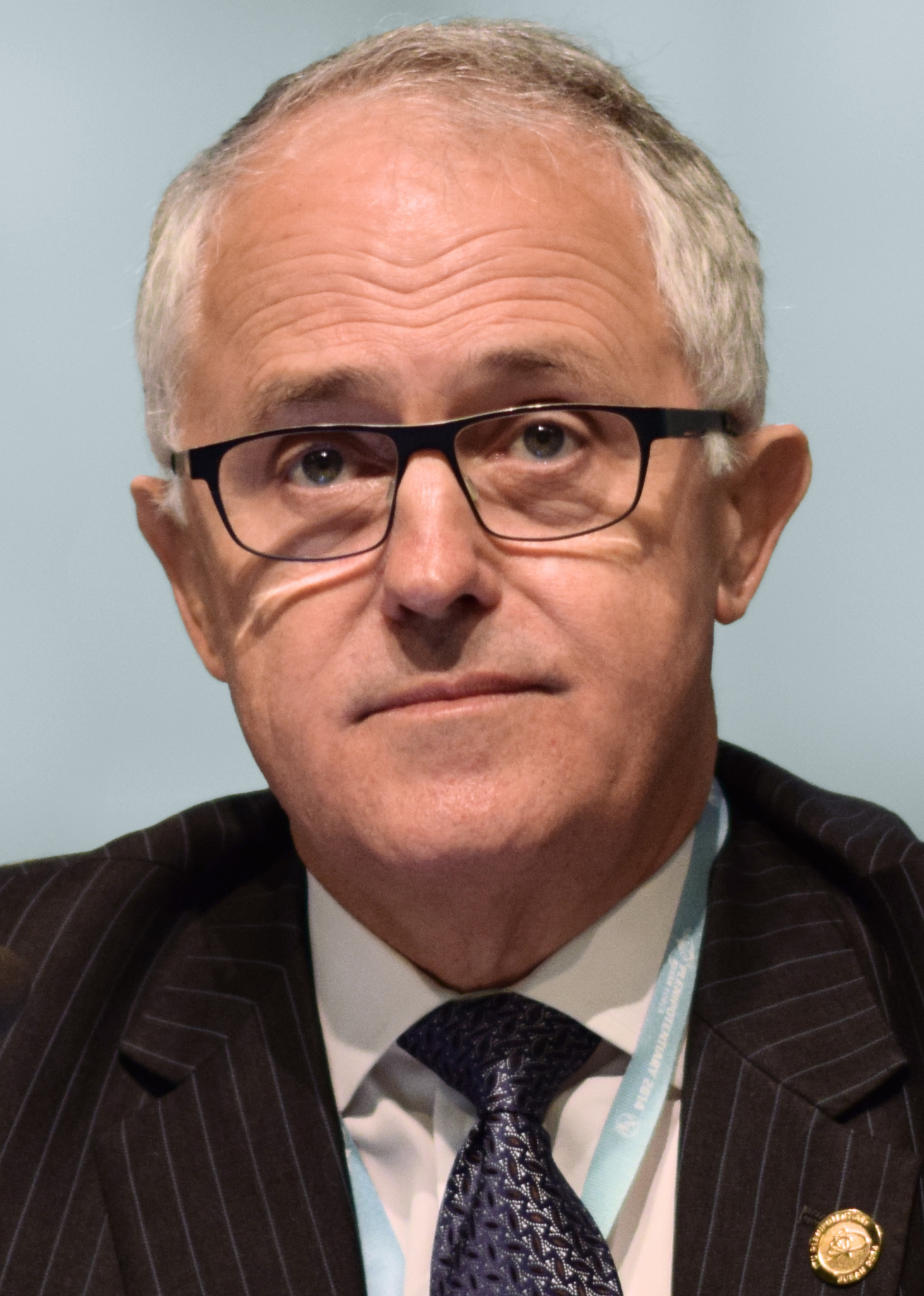
Malcolm Turnbull devient Premier ministre de l'Australie en septembre, ayant défié avec succès le Premier ministre Tony Abbott pour la direction du Parti libéral, majoritaire à la Chambre des représentants.

  - reine : Élisabeth II de Nouvelle-Zélande
  - représentant de la reine : Tom Marsters
  - premier ministre : Henry Puna
- Fidji
  - président : Epeli Nailatikau (jusqu'au 12 novembre, puis) Jioji Konrote
  - premier ministre : Frank Bainimarama
- Kiribati
  - président : Anote Tong
- Îles Marshall
  - président : Christopher Loeak
- États fédérés de Micronésie
  - président : Manny Mori (jusqu'au 11 mai, puis) Peter Christian
- Nauru
  - président : Baron Waqa

- Niué
  - reine : Élisabeth II de Nouvelle-Zélande
  - premier ministre : Toke Talagi
- Nouvelle-Zélande
  - reine : Élisabeth II de Nouvelle-Zélande
  - gouverneur général : Jerry Mateparae
  - premier ministre : John Key
- Palaos
  - président : Tommy Remengesau
- Papouasie-Nouvelle-Guinée
  - reine : Élisabeth II de Papouasie-Nouvelle-Guinée
  - gouverneur général : Michael Ogio
  - premier ministre : Peter O'Neill
- Îles Salomon
  - reine : Élisabeth II des Îles Salomon
  - gouverneur général : Frank Kabui
  - premier ministre : Manasseh Sogavare
- Samoa
  - O le Ao O le Malo : Tupua Tamasese Tupuola Tufuga Efi
  - premier ministre : Tuilaepa Sailele Malielegaoi
- Tonga
  - roi : Tupou VI
  - premier ministre : ʻAkilisi Pohiva
- Tuvalu
  - reine : Élisabeth II des Tuvalu
  - gouverneur général : Iakoba Italeli
  - premier ministre : Enele Sopoaga
- Vanuatu
  - président : Baldwin Lonsdale
  - premier ministre : Joe Natuman (jusqu'au 11 juin, puis) Sato Kilman

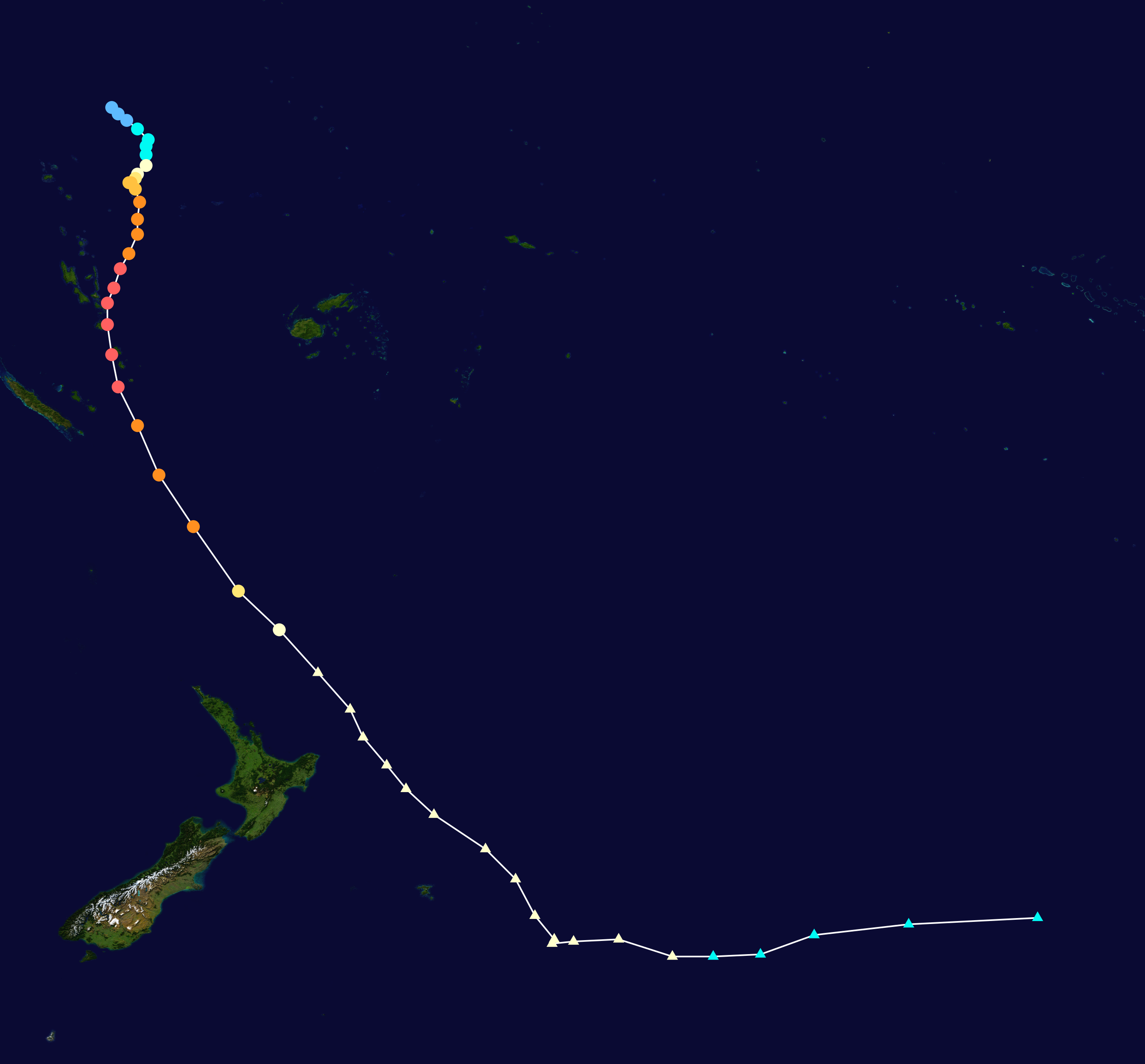
Progression du cyclone Pam en mars 2015 (du nord au sud). Les points rouges indiquent les lieux où le cyclone est de catégorie 5. Le quatrième point rouge en partant du haut se situe sur l'île d'Éfaté, où se trouve la capitale du Vanuatu, Port-Vila.

## Environnement

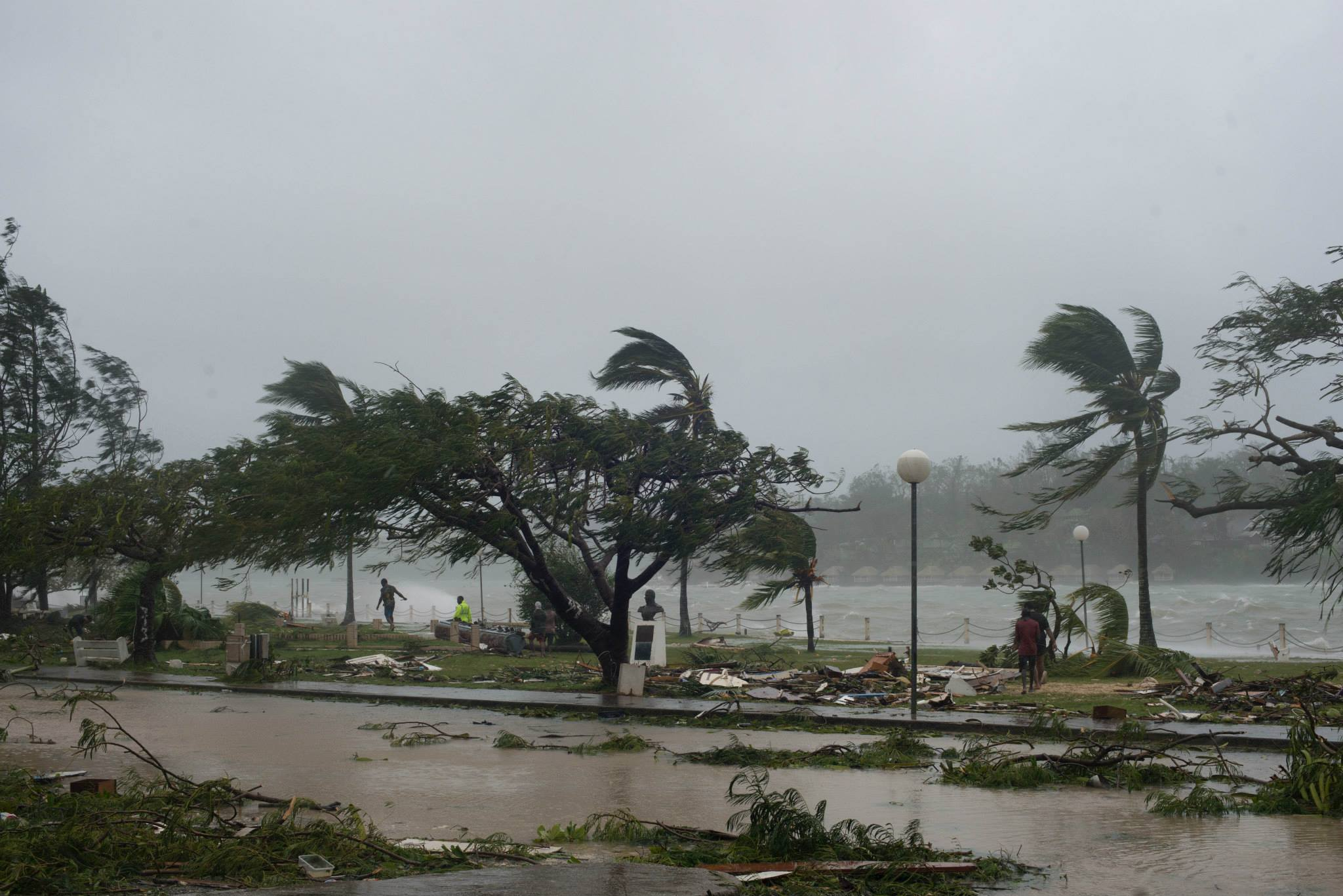
Le front de mer à Port-Vila le 14 mars, le lendemain du passage du cyclone.

- à partir du 3 janvier : En Australie, des feux de brousse incontrôlés dévastent une partie des États du Victoria et d'Australie-Méridionale, et sont décrits par les autorités comme les pires depuis les incendies du Mercredi des Cendres de 1983[55],[56].
- mars : Le cyclone Pam détruit des foyers, endommage des terres agricoles et provoque d'importantes inondations aux Kiribati, aux Tuvalu et aux Salomon, sans toutefois faire de victimes. Néanmoins, le Premier ministre tuvaluan Enele Sopoaga estime que 45 % de ses concitoyens ont été contraints de fuir leur foyer. L'état d'alerte est décrété aux Tuvalu, puis au Vanuatu alors que le cyclone se dirige vers la capitale, Port Vila[57],[58]. Ayant atteint le stade de cyclone de catégorie 5, le plus violent, Pam frappe le Vanuatu le 13 mars avec « des vents moyens estimés à 250 km/h, [et] des rafales à 350 km/h ». Après avoir provoqué de très importants dégâts, et un nombre de victimes qui reste à chiffrer, le cyclone atteint la Nouvelle-Calédonie, engendrant des dégâts relativement mineurs et sans faire de victime[59]. Au Vanuatu, Oxfam rapporte que la quasi-totalité des bâtiments à Port-Vila ont été sérieusement endommagés, et le président de la République, Baldwin Lonsdale, indique que la « plupart » des Vanuatais sont désormais sans domicile[60]. Si le cyclone a frôlé l'île d'Éfaté avec des conséquences désastreuses, les îles d'Erromango, de Tanna et d'Aneityum, plus au sud, ont été frappées de plein fouet[61]. Après près d'une semaine, « il est avéré que le phénomène a endommagé au moins 80 % des bâtiments et habitations et que la végétation et les cultures sont littéralement dévastées »[62]. Le 21 mars, le Bureau de la coordination des affaires humanitaires de l'ONU dresse un bilan définitif : quelque 166 000 personnes au Vanuatu (soit environ 64 % de la population) ont été affectées par le cyclone, qui a tué seize personnes[63]. Atteignant le nord-est de la Nouvelle-Zélande en fin de course le 16 mars, le cyclone y apporte de fortes pluies, mais occasionne peu de dégâts[64].
- 29 mars : Le supertyphon Maysak atteint les États fédérés de Micronésie. Typhon de catégorie 5, accompagné de « vents violents soufflant à 260 km/h », il traverse le pays en trois jours, frappant les États de Chuuk et de Yap et faisant cinq morts[65].
- 1er mai : Le sommet Oceania 21 à Nouméa se conclut sur la déclaration de Lifou, exhortant la communauté internationale à soutenir davantage les petits États insulaires dans leur lutte contre les effets du réchauffement climatique, et à s'engager à limiter ce réchauffement. Présidé par le vice-Premier ministre samoan Fonotoe Pierre Lauofo, le sommet réunit quinze États et territoires océaniens[66].
- 29 septembre : Le Premier ministre néo-zélandais John Key annonce à l'Assemblée générale des Nations unies que les îles Kermadec deviendront prochainement une réserve maritime, où la pêche et l'exploitation minière seront interdites[67].
- 29 décembre : L'ensemble des îles des Tuvalu sont frappées par des vents violents « allant jusqu'à 100 km/h ». Si aucun mort n'est à déplorer, une cinquantaine de foyers et de commerces sont détruits ou endommagés[68].

## Sport
- 9 au 31 janvier : L'Australie accueille la Coupe d'Asie des nations de football 2015, qu'elle remporte en battant la Corée du Sud 2-1 en finale[69].
- 29 mars : L'Australie bat la Nouvelle-Zélande en finale de la Coupe du monde de cricket de 2015, à Melbourne[70].
- 8 au 10 mai : L'Australie accueille les Championnats d'Océanie d'athlétisme 2015 à Cairns. Le pays hôte termine en tête au classement des médailles.
- 6 juin : Début de la Coupe du monde féminine de football 2015, pour laquelle sont qualifiées l'Australie et la Nouvelle-Zélande. Cette dernière est éliminée en phase de poule, tandis que l'Australie atteint les quarts de finale, où elle est battue 0-1 par le Japon le 27 juin.
- 4 au 18 juillet : Port Moresby, capitale de la Papouasie-Nouvelle-Guinée, accueille les Jeux du Pacifique de 2015[71]. Lors de la cérémonie d'ouverture, les Jeux sont ouverts par le prince Andrew, duc d'York et fils de la reine de Papouasie-Nouvelle-Guinée, Élisabeth II. Le premier ministre Peter O'Neill accueille les athlètes des vingt-quatre nations participantes[72].
- 16 août : L'Australie remporte la finale du Championnat du monde de netball 2015 en battant la Nouvelle-Zélande 58-55, à Sydney[73].
- 30 août : La Papouasie-Nouvelle-Guinée remporte la Coupe d'Océanie de rugby à XV 2015, avec trois victoires en trois matchs[74].
- 5 au 11 septembre : Apia, capitale des Samoa, accueille les Jeux de la Jeunesse du Commonwealth 2015[75].

## Autres événements marquants
- 25 avril : Anzac Day : L'Australie et la Nouvelle-Zélande commémorent le centenaire de la bataille des Dardanelles[76].
- 4 juillet : Couronnement de Tupou VI, devenu roi des Tonga en mars 2012[77].
- 16 août : Le vol Trigana Air Service 257, avec cinquante-quatre personnes à bord, s'écrase en Papouasie  indonésienne[78].
- 2 octobre : Un adolescent de 15 ans abat un policier, Curtis Cheng, à Sydney. Abattu à son tour par la police, il est soupçonné d'avoir agi au nom d'un islamisme radical, alors que l'organisation « État islamique » appelle ses partisans en Australie à commettre des meurtres aléatoires[79].

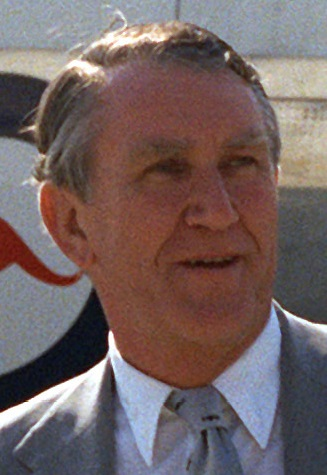
Malcolm Fraser, ancien premier ministre d'Australie, mort le 20 mars.

## Naissances
- 2 mai : la princesse Charlotte de Cambridge, quatrième dans l'ordre de succession aux trônes australien, papou-néo-guinéen, néo-zélandais, salomonais et tuvaluan[80],[81].

## Décès

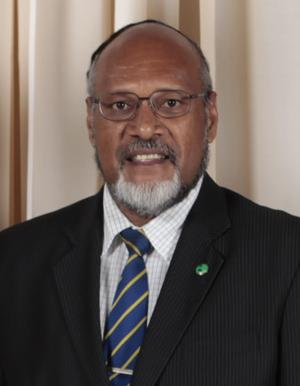
Edward Natapei, ancien premier ministre du Vanuatu, mort le 28 juillet.

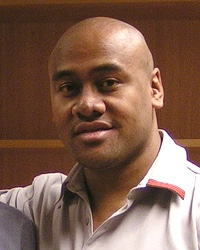
Jonah Lomu, star du rugby néo-zélandais, mort soudainement le 18 novembre à l'âge de 40 ans.

- 17 janvier : Justin Kili (né en 1953), journaliste et personnalité médiatique papou-néo-guinéen, décrit comme la « voix de la Papouasie-Nouvelle-Guinée »[82]
- 6 février : Tetaua Taitai (né vers 1947), chef de l'opposition aux Kiribati (en fonction)[83]
- 20 mars : Malcolm Fraser (né le 21 mai 1930), premier ministre d'Australie de 1975 à 1983[84]
- 10 avril : Richie Benaud (né le 6 octobre 1930), capitaine de l'équipe d'Australie de cricket de 1958 à 1964, puis célèbre commentateur de cricket sur Channel Nine[85].
- 5 juin : Jerry Collins (né le 4 novembre 1980), ancien All Black, tué dans un accident de la route[86].
- 26 juin : Leafa Vitale, ancien ministre du Travail des Samoa, condamné à la prison à perpétuité en 2000 pour le meurtre de son collègue Luagalau Levaula Kamu[87].
- 27 juin : Ratu Jope Seniloli (né le 14 juin 1939[88]), joueur de l'équipe nationale fidjienne de rugby à XV dans les années 1970 puis vice-président de la République de 2001 jusqu'en 2004, lorsqu'il est reconnu coupable de trahison pour son soutien au coup d'État de 2000[89].
- 28 juillet : Edward Natapei, premier ministre du Vanuatu de 2001 à 2004 et de 2008 à 2010, « après une longue maladie »[90].
- 4 septembre : Chandra Bahadur Dangi (né le 30 novembre 1939), citoyen népalais, « l'homme le plus petit du monde », mort d'une pneumonie à Pago Pago aux Samoa américaines[91].
- 18 novembre : Jonah Lomu (né le 12 mai 1975), « ancien ailier vedette des All Blacks » et « première légende du rugby professionnel », mort d'une maladie rénale[92].
- 28 décembre : Berenado Vunibobo (né le 24 septembre 1932), représentant permanent des Fidji aux Nations unies de 1976 à 1980 et de 2008 à 2010, ministre des Finances de 1994 à 1997 et ministre des Affaires extérieures de 1997 à 1999[93].
- 30 décembre : Sir Timoci Tuivaga (né en 1931), président de la Cour suprême des Fidji de 1980 à 2002[94].

## Annexe